# لويس هرنانديز كروز
لويس هرنانديز كروز (بالإسبانية: Luis Hernández Cruz)‏ هو سياسي مكسيكي، ولد في 25 يونيو 1958 في تشياباس في المكسيك. حزبياً، نشط في حزب الثورة الديمقراطية. وقد انتخب عضو مجلس النواب المكسيك.